# Epo fan Douma
Epo fan Douma (født 24. juni 1542 i Huizum, død 24. juni 1602 i Nijlân) var en frisisk adelsmand. Han blev født Sankt Hans dag i Abbingastate ved Huzum og døde Sankt Hans dag i Hottingastate ved Nijlân. Som søn af Goffe fan Douma og Wick Abbingha havde han omfattende adelige forbindelser.
Han var fortaler for Frisisk Frihed, reformert og en ven af Gellius Snekanus. Han var modstander af grev George de Lalaing af Rennenberg (Spaniens statholder i Friesland, Groningen, Drenthe and Overijssel) og støttede Utrechtunionen. 